# Устав Босне и Херцеговине из 1963.
Устав Социјалистичке Републике Босне и Херцеговине донет 10. априла 1963. био је  највиши правни акт у Социјалистичкој Републици Босни Херцеговини и други од укупно три устава које је Босна и Херцеговина донела као федерална јединица Југославије.
Усвојила га је Народна скупштина НР Босне и Херцгеовине на заједничкој седници Републичког већа и Већа произвођача 10. априла 1963. и његовим одредбама је Народна Република Босна и Херцеговина преименована у Социјалистичку Репубику Босну и Херцеговину. Усклађен је са одредбама Устава СФР Југославије који је 7. априла 1963. донела Савезна народна скупштина. Настао је као последица усаглашавања уставног система са друштвено-економским и друштвено-политичким променама које су извршене у Југославији, увођењем радничког самоуправљања и настојао је да обележи почетак „социјалистичке самоуправне демократије”, која је требала да замени претходну „народну демократију”. Устав СФРЈ назван је Повељом самоуправљања јер се његовим одредбама модел самоуправљања проширио у све сфере друштвеног живота. У сладу са овим Устав СР Босне и Херцеговине дефинисао је друштвено-политичке заједнице у републици — општина, срез и република, а за основну територијалну јединицу новог политичког система уведена је месна заједница као самоуправна заједница грађана којом је руководио Савет биран на зборовима бирача. Скупштина СР Босне и Херцеговине имала је Републичко веће, чије су посланике бирали грађани на изборима, као и четири већа радних заједница, чије су посланике бирали запослени у предузећима. Уставом је регулисана и републичка управа — општински и окружни судови, затим Врховни суд СР Босне и Херцеговине, Јавно тужилаштво и Уставни суд СР Босне и Херцеговине.
Доношењем савезног и републичких устава априла 1963. није завршена уставна реформа, па је Устав СР Босне и Херцеговине неколико пута мењан и допуњаван — доношењем Уставног закона о укидању срезова 27. априла 1966, као и усвајањем уставних амандмана 20. априла 1967, 6. фебруара 1969. и 21. јуна 1971. године. У складу са тежњама република за више независности и надлежности у односу на федералну власт донет је 21. фебруара 1974. нови Устав СФРЈ, након чега је Скупштина СР Босне и Херцеговине 25. фебруара 1974. донела нови Устав Социјалистичке Републике Босне и Херцеговине.